# Sega Saturn
Sega Saturn ime je za 32-bitnu igraću konzolu koju je razvila japanska tvrtka Sega i koja je bila dostupna na tržištu od 22. studenog 1994. u Japanu, dok je u svibnju 1995. konzola puštena u prodaju na tržištu SAD-a. 
Zbog pritiska da se pusti na tržište prije Sonyjevog PlayStationa, konzola Saturn je izašla bez mnogo igara te je uz lošu promidžbu Sega izgubila primat na tržištu. Sega je također prerano najavila novu konzolu pod nazivom Katana (Dreamcast) koja bi nasljedila Saturn, zbog čega su sofverske kuće brzo povukle podršku za Saturn. U Hrvatskoj je konzolu službeno distribuirala Magma od 1996. godine.

## Tehnička svojstva
| Svojstva         | Svojstva       | Svojstva      |
| ---------------- | -------------- | ------------- |
| Mikroprocesor    | 2 x Hitachi SH | 28.6 Mhz      |
| RAM              | 16 Mb          | 16 Mb         |
| Video            |                |               |
| Procesor         | VDP1           | VDP2          |
| VRAM             | 12 Mb          | 12 Mb         |
| Zvuk             |                |               |
| Integrirani krug | Yamaha YMF292  | Yamaha YMF292 |
| ZRAM             | 4 Mb           | 4 Mb          |

## Inačice
- Sega Saturn Mk1 (Japan) (1994.)
- Sega Saturn Mk1 (1995.)
- Sega Saturn Mk2

- Upravljač Mk1